# Verwaltungsgemeinschaft Saale-Loquitz
In der Verwaltungsgemeinschaft Saale-Loquitz im thüringischen Landkreis Saalfeld-Rudolstadt hatten sich die Gemeinden Kaulsdorf und Hohenwarte zur Erledigung ihrer Verwaltungsgeschäfte zusammengeschlossen.

## Geschichte
Die Verwaltungsgemeinschaft wurde am 8. Juni 1993 gegründet. Am 19. Oktober 1995 erfolgte die Auflösung und Kaulsdorf wurde zur erfüllenden Gemeinde für Hohenwarte.
Am 31. Dezember 1994 lebten 3389 Einwohner in der Verwaltungsgemeinschaft.